# Zelandotipula peruviana
Zelandotipula peruviana är en tvåvingeart som först beskrevs av Alexander 1914.  Zelandotipula peruviana ingår i släktet Zelandotipula och familjen storharkrankar.
Artens utbredningsområde är Peru. Inga underarter finns listade i Catalogue of Life.